# Kindlers Literatur Lexikon
Kindlers Literatur Lexikon (KLL), beziehungsweise Kindlers Neues Literatur Lexikon (KNLL), ist das umfangreichste Literaturlexikon in deutscher Sprache. Es handelt sich um ein Werklexikon zur Weltliteratur, das die kulturgeschichtlich bedeutendsten Werke aus Belletristik und Sachliteratur aller Literatursprachen beschreibt.

## Kindlers Literatur Lexikon
Helmut Kindler gab die Originalausgabe von Kindlers Literatur Lexikon von 1965 bis 1972 in sieben Bänden im Kindler Verlag auf Grundlage des Dizionario delle opere di tutti i tempi e di tutte le letterature von Valentino Bompiani (1947–1964) sowie des französischen Pendants Dictionnaire des œuvres heraus. Die Bände 1 bis 6, deren Artikel noch teilweise aus dem Italienischen übersetzt wurden, enthalten Beschreibungen, Kurzinterpretationen und Bibliographien zu 18.000 Werken, alphabetisch nach Originaltiteln geordnet. Band 7 umfasst die Werke von U bis Z, Essays zu 130 Literaturen und drei Register zu Autoren und deren Werken, dann zu Anonyma, Kollektivwerken und Sammelartikeln und schließlich zu deutschen Übersetzungen, Kurztiteln und Titelvarianten. 1974 folgte ein Ergänzungsband Werke A–Z. Eine Taschenbuchausgabe erschien 1974 und 1986 im Deutschen Taschenbuch-Verlag (dtv).

## Kindlers Neues Literatur Lexikon (2. Auflage)

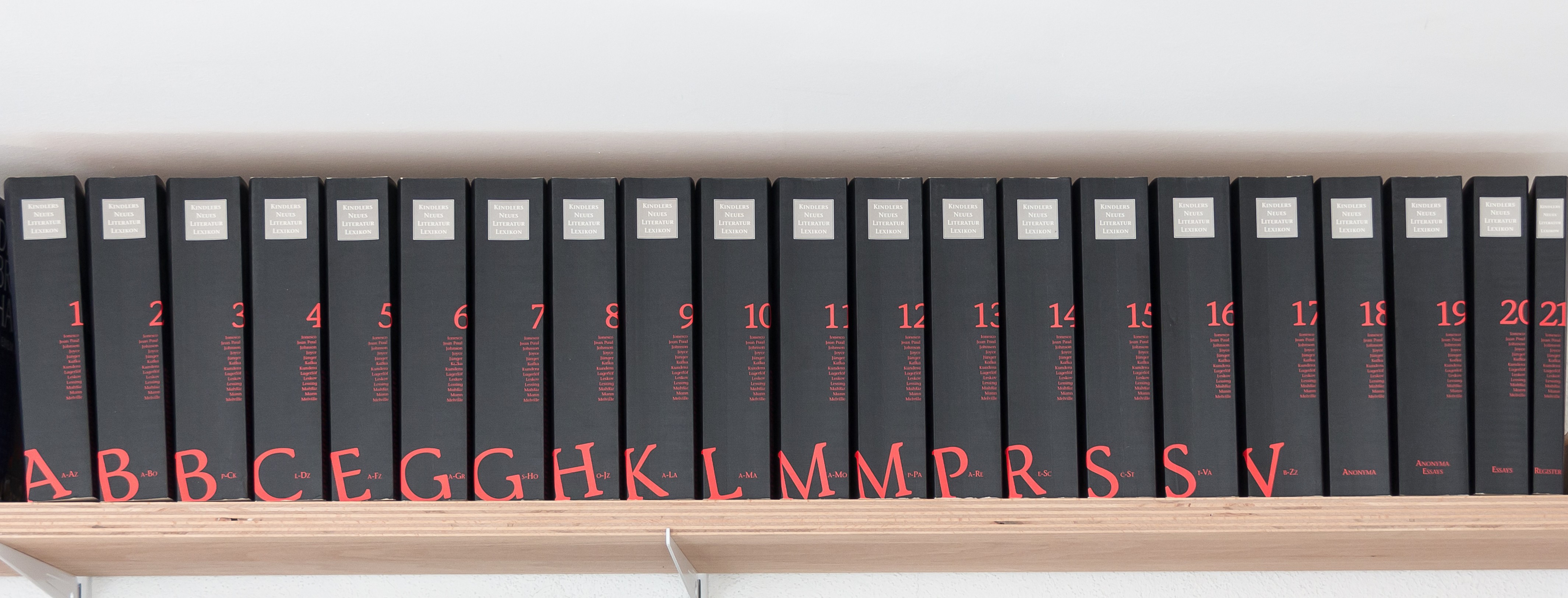
Kindlers Neues Literatur Lexikon, Band 1–21, Studienausgabe

Von 1988 bis 1992 erschien eine überarbeitete und aktualisierte, von Walter Jens herausgegebene Neuausgabe unter dem Titel Kindlers Neues Literatur Lexikon, ebenfalls im Kindler Verlag. Diese Ausgabe enthält 20 Bände, von denen 17 Werkartikel enthalten, zwei Bände zu anonymen Werken sowie ein Band mit Essays zu den nationalen Literaturen. Kennzeichnend für diese Ausgabe ist die neue alphabetische Sortierung nach Autoren und nicht wie zuvor nach (Original-)Titeln. Die ursprünglich von Bompiani übernommenen Artikel wurden neu geschrieben. 1998 folgten zwei Supplementbände.
1996 erschien eine Taschenbuchausgabe, von der Komet-Verlagsgesellschaft in Lizenz publiziert. 1999 folgte eine von der United Soft Media publizierte CD-ROM-Ausgabe, 2000 ein Update mit den 2 Ergänzungsbänden.
Die zweite Auflage behandelte 19.304 Werke (davon 1446 anonyme) von 9072 Autoren in 171 Sprachen (alt-, mittel-, neu-sprachlich separat gezählt), die zwischen dem 3. Jahrtausend v. Chr. und 1997 erschienen waren. Dem 20. Jahrhundert gehörten 10.086 Werke an, dem 19. Jahrhundert 3473 Werke, dem 18. Jahrhundert 1072 Werke.
Als Extrakt aus dem Hauptwerk erschien von 1994 bis 1997 eine Reihe, mit der die Artikel zu den Hauptwerken einzelner Nationalliteraturen einem Sammelband zugeordnet wurden:
- Hauptwerke der deutschen Literatur, 1994, 3 Bände.
- Hauptwerke der englischen Literatur, 1995, 2 Bände.
- Hauptwerke der spanischen und portugiesischen Literatur, 1995.
- Hauptwerke der lateinamerikanischen Literatur, 1995.
- Hauptwerke der amerikanischen Literatur, 1995.
- Hauptwerke der französischen Literatur, 1996, 2 Bände.
- Hauptwerke der österreichischen Literatur, 1997.
- Hauptwerke der russischen Literatur, 1997.

## Kindlers Literatur Lexikon (3., völlig neu bearbeitete Auflage)
Die dritte Auflage von Kindlers Literatur Lexikon wurde von dem Göttinger Professor Heinz Ludwig Arnold im J. B. Metzler Verlag herausgegeben und erschien am 4. September 2009. Das Lexikon umfasst 17 Bände und einen Registerband. Der Zugriff auf eine Online-Datenbank via Munzinger-Archiv ist möglich.
Für diese Ausgabe wurden die bisherigen Artikel einer Revision unterzogen. Die Auswahl der rund 13.000 Werke erfolgte, so der Anspruch, erstmals nach kanonischen Kriterien. Etwa die Hälfte der Artikel wurde völlig neu geschrieben, der Rest bearbeitet. Bei manchen Autoren wurden im Vergleich zur 2. Auflage mitunter weniger oder auch teilweise ganz andere Werke beschrieben. Zu einigen Autoren, die noch in der 2. Auflage vertreten waren, wie z. B. Johannes Regiomontanus, Alfred Edmund Brehm, Rudolf Pannwitz, Adolf Portmann, Carl Friedrich von Weizsäcker, Max Born, Hans Sedlmayr, Fritjof Capra, Stephen Hawking, Rudolf Eucken, Arnold Joseph Toynbee, Jacques Monod, André Glucksmann, Bernard-Henri Lévy, Romano Guardini, Bazon Brock, Friedrich Heer, Karl Rahner, Helmut Schelsky, Eduard Spranger oder Hans Vaihinger gab es in der neuen Auflage keinen Artikel mehr.
Zu manchen Werken sind die Lexikonartikel in der neuen Auflage auch erheblich kürzer ausgefallen als bisher, z. B. umfasst der Eintrag zum Gilgamesch-Epos, der in der 2. Auflage noch mehr als 9300 Wörter aufwies, in der 3. Auflage insgesamt nur mehr knapp über 800 Wörter. Die Literaturhinweise wurden durchgehend auf ein Minimum gekürzt.
Weitere Besonderheiten der dritten Auflage sind die Hinzufügung von 8000 Biogrammen von Autoren sowie die Eingliederung von 488 anonymen Werken und 151 Stoffen, die nicht mehr in gesonderten Bänden zusammengefasst sind. Die Sortierung erfolgt nunmehr nach der alphabetischen Reihenfolge der Autoren und der Titel. In der aktuellen Ausgabe sind zuweilen philologisch interessante Details gestrichen worden, so dass es sich lohnen kann, auch die vorhergehende Ausgabe zu konsultieren.
Von 2004 an wurde die Neuauflage von 75 Fachberatern, etwa 1600 Verfassern und einer kleinen, in Göttingen ansässigen Redaktion in Kooperation mit dem J. B. Metzler Verlag erarbeitet.

## Ausgaben
Auflagen und Lizenzausgaben
- Wolfgang von Einsiedel, Gert Woerner (Redaktion): Kindlers Literatur-Lexikon im dtv. KLL. dtv, München 1986, ISBN 3-423-05999-0 (Lizenzausgabe des Kindler-Verlags, Zürich).
- Rudolf Radler (Redaktion): Kindlers Neues Literatur-Lexikon. Hrsg.: Walter Jens. Komet, Frechen 2001, ISBN 3-89836-214-0 (Lizenzausgabe des Kindler-Verlags, München).
- Krieger, Zander und Partner GmbH: Kindlers neues Literatur-Lexikon [Elektronische Ressource]. 1 CD-ROM, Original-Multimedia-Ausgabe, aktualisiert und bearbeitet, Einzelplatzversion. Systhema, München 1999, ISBN 3-634-23231-5 (Lizenz des Kindler-Verlags, München).
- Kindlers neues Literatur-Lexikon. 1 CD-ROM. Systhema, München 2000, ISBN 3-634-99900-4.
- Heinz Ludwig Arnold (Hrsg.): Kindlers Literatur-Lexikon. In 18 Bänden (Band 1–17 und ein Registerband). 3., völlig neu bearbeitete Auflage. Metzler, Stuttgart/Weimar 2009, ISBN 978-3-476-04000-8.